# RadioShack
A RadioShack Corporation (ex-Tandy Corporation) - anteriormente escrito como Radio Shack - é um varejista norte-americano de eletrônicos que foi estabelecido em 1921 como um negócio de venda por correspondência de rádio amador. Sua empresa-mãe, a Radio Shack Corporation, foi comprada pela Tandy Corporation em 1962, mudando seu foco de equipamentos de rádio para componentes eletrônicos amadores. Em seu auge em 1999, a Tandy operava mais de 8 000 lojas RadioShack nos Estados Unidos, México e sob o nome Tandy na Holanda, Bélgica, Alemanha, França, Reino Unido, Austrália e Canadá.
O século 21 provou ser um período de longo declínio. Em fevereiro de 2015, após anos de crises de gestão, más relações trabalhistas, diminuição da receita e 11 perdas trimestrais consecutivas, a RadioShack foi retirada da Bolsa de Valores de Nova York e, posteriormente, entrou com pedido de falência do Capítulo 11.  Em maio de 2015, os ativos da empresa, incluindo a marca RadioShack e a propriedade intelectual relacionada, foram comprados pela General Wireless, uma subsidiária da Standard General, por US$ 26,2 milhões.
Em março de 2017, a General Wireless e subsidiárias entraram com pedido de falência, alegando que uma parceria de loja dentro de uma loja com a Sprint não era tão lucrativa quanto o esperado.  Como resultado, a RadioShack fechou várias lojas de propriedade da empresa e anunciou planos de mudar seus negócios principalmente online.
A RadioShack foi adquirida pela Retail Ecommerce Ventures, uma holding de propriedade de Alex Mehr e do influenciador de autoajuda Tai Lopez, em novembro de 2020.  Atualmente, a RadioShack opera principalmente como um site de e-commerce com uma rede de lojas RadioShack de propriedade independente e franqueadas, bem como um fornecedor de peças para a HobbyTown USA.  Em 2 de março de 2023, a Retail Ecommerce Ventures anunciou que estava ponderando um possível pedido de falência. Em maio de 2023, a RadioShack foi comprada pelo Unicomer Group, uma empresa com sede em El Salvador. O Unicomer Group é um dos maiores franqueadores da RadioShack, com lojas na América Central, América do Sul e Caribe.

## Cotação
- OTC Pink: RSHCQ.